# Rubus subg. Rubus
Rubus subg. Rubus, mora, o zarzamora (no deben confundirse con las moras del género Morus) es un fruto comestible producido por muchas especies del género Rubus de la familia Rosaceae, híbridos entre estas especies dentro del subgénero Rubus, e híbridos entre los subgéneros Rubus e Idaeobatus. La taxonomía de las moras ha sido históricamente confusa debido a la  hibridación y a la apomixis, por lo que a menudo se han agrupado las especies y se han llamado complejo de especies. Por ejemplo, a todo el subgénero Rubus se le ha llamado el agregado Rubus fruticosus, aunque la especie R. fruticosus se considera un sinónimo de R. plicatus.
Rubus armeniacus ("mora del Himalaya") se considera una maleza nociva y una especie invasora en muchas regiones del noroeste del Pacífico de Canadá y Estados Unidos, donde crece sin control en parques y bosques urbanos y suburbanos.

## Descripción
Lo que distingue a la mora de sus parientes de la frambuesa es si el toro, receptáculo o tallo, «recoge con», es decir, se queda con, el fruto. Al recoger un fruto de mora, el toro se queda con el fruto. Con una frambuesa, el toro se queda en la planta, dejando un núcleo hueco en el fruto de la frambuesa.
|                                                |
| Moras silvestres recolectadas en mayo en Texas |

|                                      |
| Zarzamora a la mitad con toro actual |

|                       |
| Moras de Srem, Serbia |

|                                       |
| Frambuesa a la mitad con toro ausente |

El término zarza, una palabra que se refiere a cualquier impenetrable matorral, en algunos círculos se ha aplicado tradicionalmente de forma específica a la zarzamora o a sus productos, aunque en Estados Unidos se aplica a todos los miembros del género Rubus. En pequeñas partes del oeste de los Estados Unidos, el término caneberry se utiliza para referirse a las moras y frambuesas como grupo en lugar del término zarza. El término Briar o brier también se utiliza a veces para referirse a la planta, aunque este nombre se utiliza también para otros matorrales espinosos (como el Smilax).
El fruto, que suele ser negro, no es una baya en el sentido botánico de la palabra. Botánicamente se denomina  fruto agregado, compuesto por pequeñas drupas. Es un grupo muy extendido y conocido de más de 375 especies, muchas de las cuales están estrechamente relacionadas con microespecies apomícticas nativa en toda Europa, el noroeste de África, templado Asia occidental y central y América del Norte y del Sur.

## Características botánicas

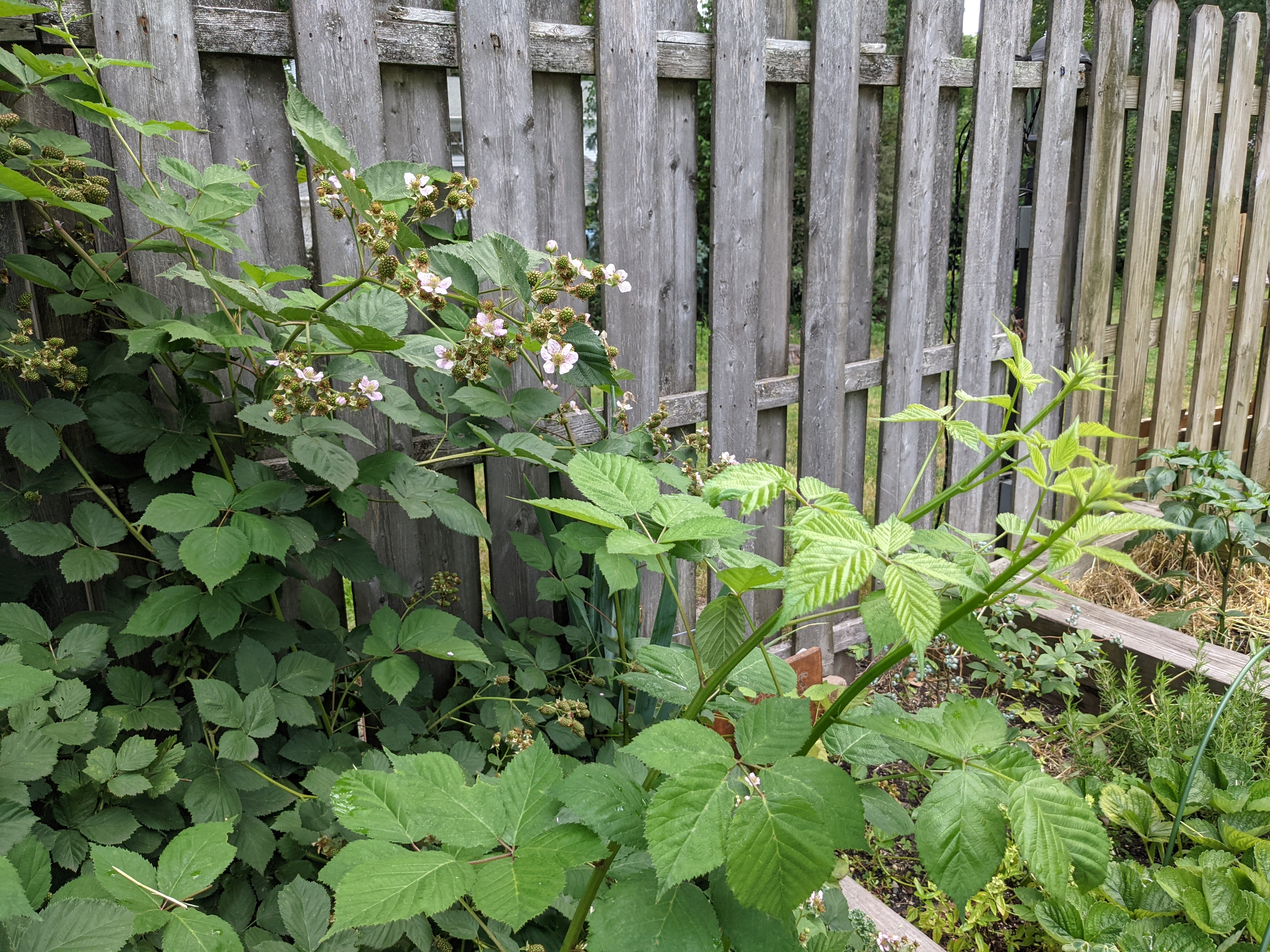
Floración de segundo año, floricanes fructíferos a la izquierda. Primocanes de primer año sin flores ni frutos creciendo a la derecha.

Las moras son plantas perennes que suelen tener tallos ("cañas")  bienales desde el sistema de raíces perennes.
En su primer año, un nuevo tallo, el primocano, crece vigorosamente hasta alcanzar toda su longitud de 3-6 m (9,8-19,7 pies). (en algunos casos, hasta 29,5 pies), arqueándose o arrastrándose por el suelo y portando grandes hojas compuestas palmeadas con cinco o siete foliolos; no produce flores. En su segundo año, la caña se convierte en un floricane y el tallo no crece más, pero las yemas laterales se rompen para producir laterales florecientes (que tienen hojas más pequeñas con tres o cinco foliolos). Los brotes del primer y segundo año suelen tener numerosas  espinas, espinillas y púas cortas y muy afiladas que a menudo se llaman erróneamente espinas. Estas espinas pueden desgarrar con facilidad la tela de los vaqueros y hacen que la planta sea muy difícil de recorrer. Se han desarrollado cultivares sin espinas. La Universidad de Arkansas ha desarrollado moras de fruto primitivo que crecen y florecen en el primer año de forma parecida a como lo hacen las moras rojas de fruto primitivo (también llamadas otoñales o perennes).
Las plantas maduras no controladas forman una maraña de densos tallos arqueados, cuyas ramas se enraízan desde la punta del nudo en muchas especies cuando llegan al suelo. Vigorosos y de rápido crecimiento en bosques, matorrales, laderas y setos, los arbustos de zarzamora toleran los suelos pobres, colonizando fácilmente terrenos baldíos, zanjas y solares vacíos.
Las flores se producen a finales de la primavera y principios del verano en cortos racimoss en las puntas de los laterales de la floración. Cada flor tiene unos 2-3 cm (0,8-1,2 plg) de diámetro, con cinco pétalos blancos o rosa pálido.
Las drupelas sólo se desarrollan alrededor de los óvulos que son fecundados por el gameto masculino de un grano de polen. La causa más probable de que los óvulos no se desarrollen es la insuficiencia de visitas de  polinizadores. Incluso un pequeño cambio en las condiciones, como un día lluvioso o un día demasiado caluroso para que las abejas trabajen después de las primeras horas de la mañana, puede reducir el número de visitas de las abejas a la flor, reduciendo así la calidad del fruto. El desarrollo incompleto de las drupelas también puede ser un síntoma de que se han agotado las reservas en las raíces de la planta o de una infección por un virus como el virus del arbusto enano de la frambuesa.
|                    |
| Hoja: lado adaxial |

|                    |
| Hoja: lado abaxial |

## Historia
Uno de los primeros casos conocidos de consumo de moras procede de los restos de la Mujer de Haraldskær, el cuerpo conservado de una mujer danesa que data de hace aproximadamente 2500 años. Las pruebas forenses encontraron moras en el contenido de su estómago, entre otros alimentos. El uso de las moras para elaborar vinos y cordiales se documentó en la  Farmacopea de Londres en 1696. Como alimento, las moras tienen una larga historia de uso junto a otras frutas para hacer pasteles, jaleas y mermeladas.
Las plantas de mora fueron utilizadas para la medicina tradicional por los griegos, otros pueblos europeos y los aborígenes americanos. Un documento de 1771 describía la elaboración de cerveza con hojas, tallo y corteza de mora para las úlceras de estómago.
El fruto, las hojas y los tallos de la mora se han utilizado para teñir telas y cabellos. Incluso se sabe que los nativos americanos utilizan los tallos para fabricar cuerdas. Los arbustos también se han utilizado como barreras alrededor de edificios, cultivos y ganado. Las plantas silvestres tienen espinas gruesas y afiladas, que ofrecen cierta protección contra los enemigos y los animales grandes.

### Desarrollo de cultivos
El desarrollo moderno de la hibridación y  cultivares tuvo lugar principalmente en Estados Unidos. En 1880, se desarrolló un híbrido de mora y frambuesa llamado loganberry en Santa Cruz (California), por un juez y horticultor estadounidense, James Harvey Logan. Una de las primeras variedades sin espinas se desarrolló en 1921, pero las bayas perdieron gran parte de su sabor. Los cultivares comunes sin espinas desarrollados desde la década de 1990 hasta principios del siglo XXI por el Departamento de Agricultura de EE. UU. permitieron una recolección eficiente con máquinas, mayores rendimientos, frutos más grandes y firmes, y un mejor sabor, incluyendo la Triple Crown, Black Diamond, Black Pearl, y Nightfall, una marionberry.

## Ecología

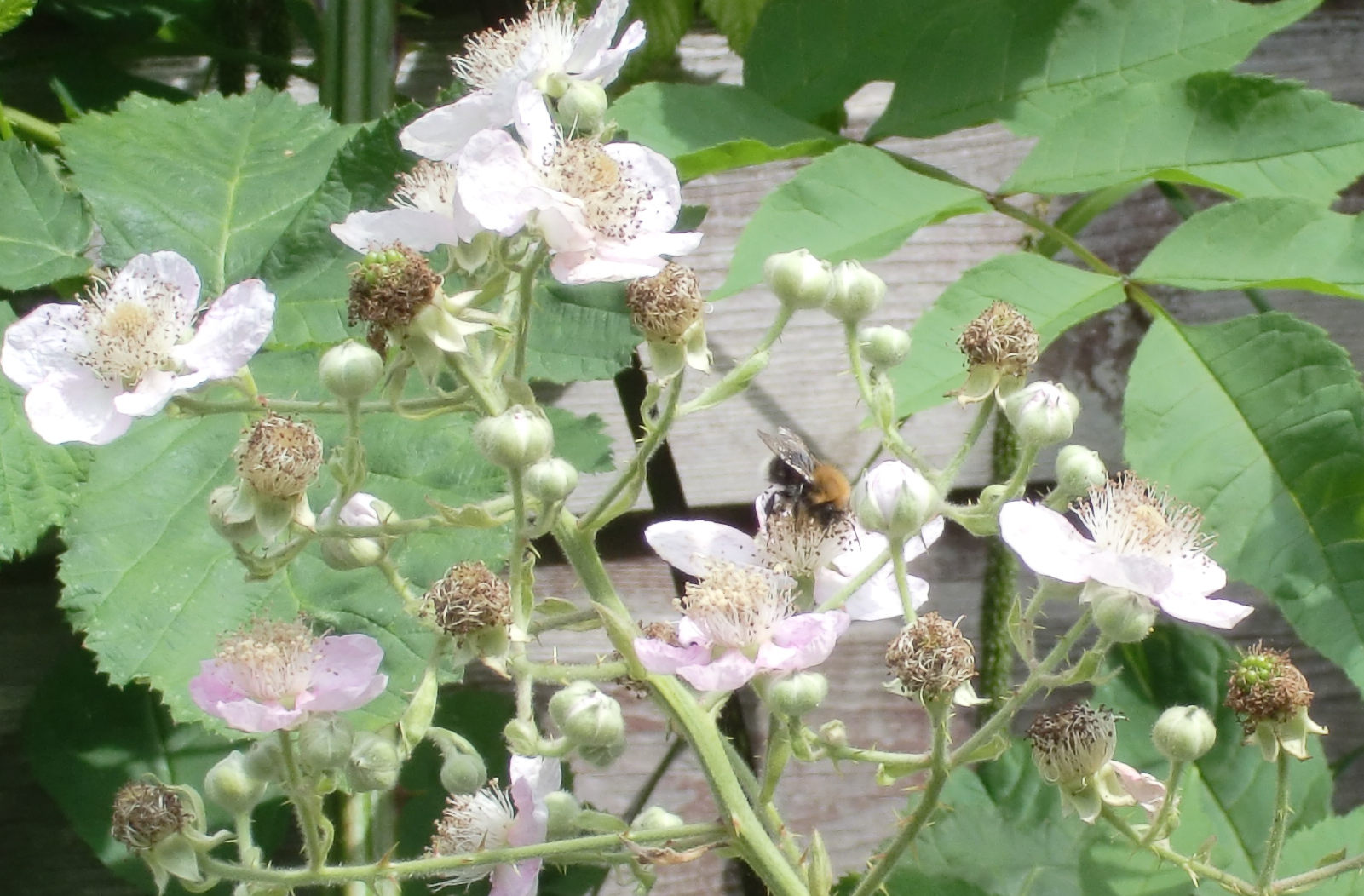
Abejorro (Bombus hypnorum) polinizando

Las hojas de la zarzamora son el alimento de ciertas  orugas; a algunos mamíferos que pastan, especialmente los ciervos, también les gustan mucho las hojas. Las orugas de la Oecophoridae Alabonia geoffrella se han encontrado alimentándose dentro de los brotes muertos de las moras. Cuando maduran, las bayas son consumidas y sus semillas dispersadas por mamíferos, como el zorro rojo, el oso negro americano y el tejón euroasiático, así como por pequeñas aves.

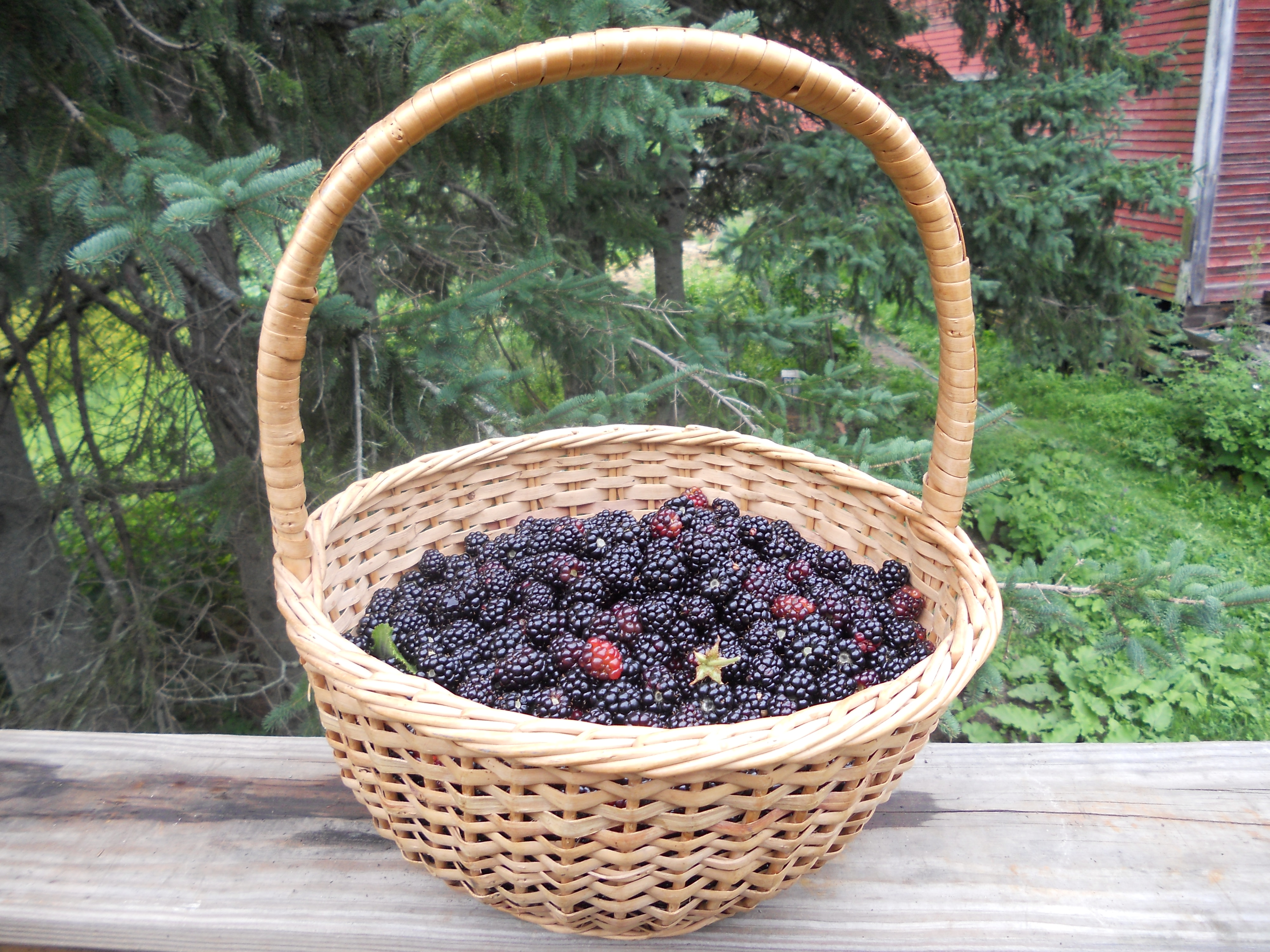
Cosecha de zarzamoras silvestres

Las moras crecen de forma silvestre en casi toda Europa. Son un elemento importante en la ecología de muchos países, y la recolección de las bayas es un pasatiempo popular. Sin embargo, su riguroso crecimiento y su tendencia a crecer sin control si no se gestiona correctamente hacen que las plantas se consideren también maleza, ya que echan raíces desde las ramas que tocan el suelo, y envían chupadores desde las raíces. En algunas partes del mundo, como en Australia, Chile, Nueva Zelanda y el noroeste del Pacífico de Norteamérica, algunas especies de zarzamora, en particular el Rubus armeniacus (mora del Himalaya) y Rubus laciniatus (mora perenne), son naturalizadas y se consideran una especie invasora y una maleza nociva.
Los frutos de las moras son rojos cuando no están maduros, lo que lleva a una vieja expresión que dice que "las moras son rojas cuando están verdes".

## Usos

### Nutrientes
Las moras cultivadas destacan por su importante contenido en fibra dietética, vitamina C y vitamina K. (tabla). Una 100 gramos (3,5 oz) ración de moras crudas aporta 43 kilocalorías (180 kJ) de energía alimentaria y 5 gramos de fibra dietética o el 25% del valor diario recomendado. (VD) (tabla). En 100 gramos, los contenidos de vitamina C y vitamina K son del 25% y el 19% del VD, respectivamente, mientras que otros nutrientes esenciales son de bajo contenido (tabla).

#### Composición de las semillas
Las moras contienen numerosas semillas grandes que no siempre son las preferidas por los consumidores. Las semillas contienen un aceite rico en omega-3 (ácido alfa-linolénico) y grasas omega-6 (ácido linoleico), así como proteínas, fibra dietética, carotenoide, elagitanino y ácido elágico.

### Alimentación
La fruta madura se utiliza comúnmente en postres, mermeladas, jalea y vino o licores.[cita requerida] Puede mezclarse con otras bayas y frutas para hacer tartas y crumbles. Las moras también se utilizan para producir caramelos.

### Investigación fitoquímica
Las moras contienen numerosos fitoquímico, como polifenoles, flavonoides, antocianinas, ácido salicílico, ácido elágico y fibra. Las antocianinas de las moras son las responsables de su rico color oscuro. Un informe situó a las moras a la cabeza de los más de 1000 alimentos ricos en polifenoles que se consumen en Estados Unidos, pero este concepto de un beneficio para la salud por el consumo de alimentos de color oscuro como las moras sigue sin ser verificado científicamente y no se acepta para declaración de propiedades saludables en las etiquetas de los alimentos.

## Cultivos

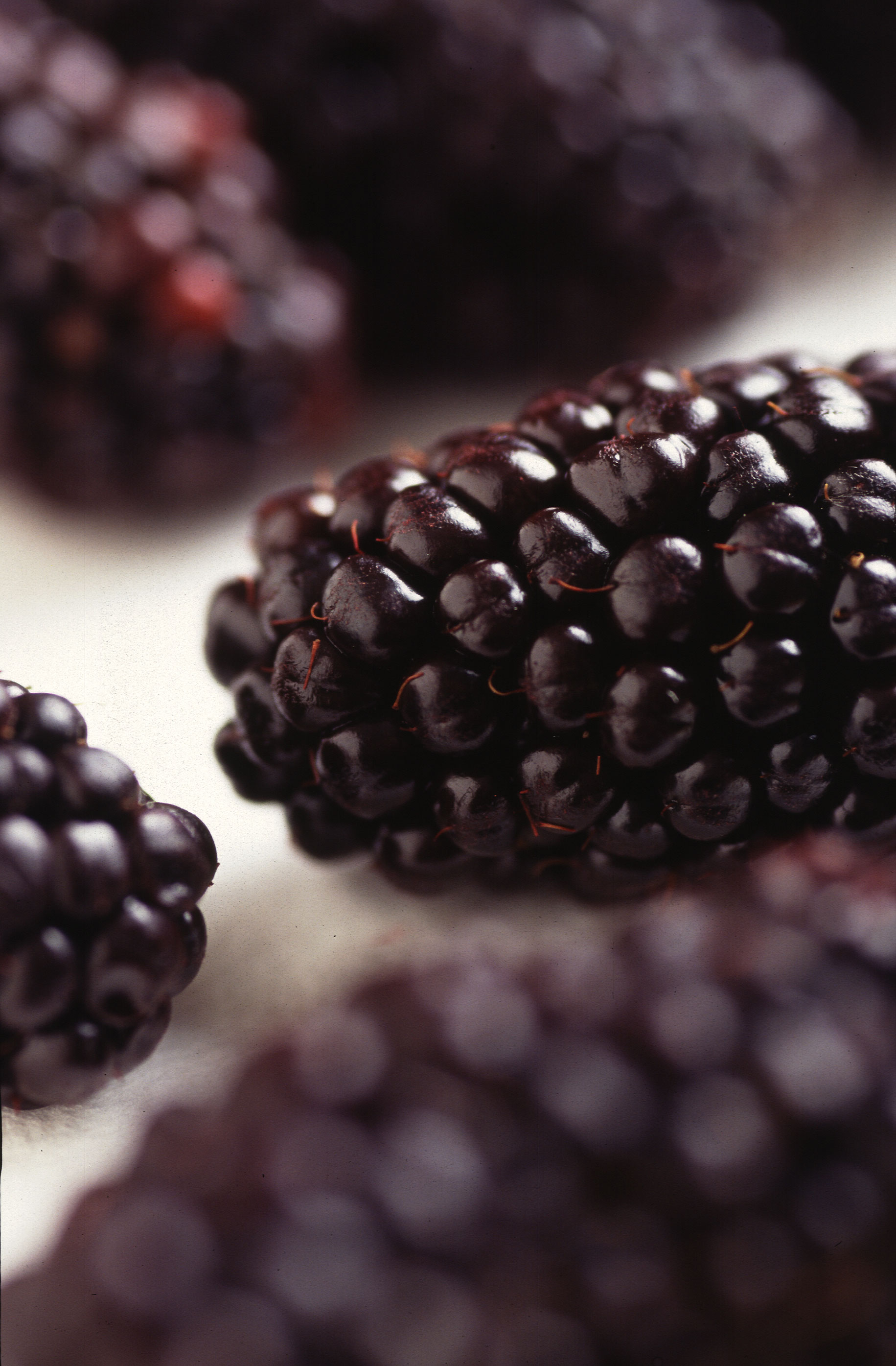
Black Butte blackberry

En todo el mundo, México es el principal productor de moras, y casi toda la cosecha se produce para exportar a los mercados frescos de América del Norte y Europa fuera de temporada. Hasta 2018, el mercado mexicano se basaba casi por completo en el cultivar 'Tupy' (a menudo deletreado 'Tupi', pero el programa EMBRAPA de Brasil del que fue liberado prefiere la ortografía 'Tupy'), pero Tupy cayó en desgracia en algunas regiones de cultivo mexicanas. En Estados Unidos, Oregón es el principal productor comercial de mora, produciendo 42 600 000 libras (19 323 019,2 kg) en 6300 acres (2549,5 ha) en 2017.
Se han seleccionado numerosos cultivares para su cultivo comercial y amateur en Europa y Estados Unidos. Dado que las numerosas especies forman  híbridos con facilidad, existen numerosos cultivares con más de una especie en su ascendencia.

### Híbridos
'Marion' (comercializada como "marionberry") es un importante cultivar que se seleccionó a partir de plántulas de un cruce entre las bayas 'Chehalem' y 'Olallie' (comúnmente llamada "Olallieberry"). 'Olallie' es a su vez un cruce entre loganberry y youngberry. 'Marion', 'Chehalem' y 'Olallie' son sólo tres de los muchos cultivares de mora de arrastre desarrollados por el Departamento de Agricultura de Estados Unidos Servicio de Investigación Agrícola (USDA-ARS) en la Universidad Estatal de Oregón en Corvallis, Oregón.
Las variedades más recientes de este programa son las variedades sin espinas 'Black Diamond', 'Black Pearl' y 'Nightfall', así como las variedades de maduración muy temprana 'Obsidian' y 'Metolius'. El 'Black Diamond' es ahora el principal cultivar que se planta en el noroeste del Pacífico. Algunos de los otros cultivares de este programa son 'Newberry', 'Waldo', 'Siskiyou', 'Black Butte', 'Kotata', 'Pacific', y 'Cascade'.

### Arrastre
Las moras de arrastre son vigorosas y forman una corona, requieren un enrejado para su soporte, y son menos resistentes al frío que las moras erectas o semierectas. Además del noroeste del Pacífico, estos tipos se dan bien en climas similares, como el Reino Unido, Nueva Zelanda, Chile y la países mediterráneos.

### Sin espinas
Las moras semierectas sin espinas fueron desarrolladas por primera vez en el Centro John Innes en Norwich, Reino Unido, y posteriormente por el USDA-ARS en Beltsville, Maryland. Estas plantas forman una corona y son muy vigorosas, por lo que necesitan una espaldera como soporte. Los cultivares incluyen 'Black Satin', 'Chester Thornless', 'Dirksen Thornless', 'Hull Thornless', 'Loch Maree', 'Loch Ness', 'Loch Tay', 'Merton Thornless', 'Smoothstem', y 'Triple Crown'. 'Loch Ness' y 'Loch Tay' han ganado el RHS's Award of Garden Merit. El cultivar 'Cacanska Bestrna' (también llamado 'Cacak Thornless') se ha desarrollado en Serbia y se ha plantado en muchos miles de hectáreas allí.

### Estado
La Universidad de Arkansas ha desarrollado cultivares de moras erectas. Estos tipos son menos vigorosos que los semierectos y producen nuevas cañas a partir de las raíces iniciales (por lo que se propagan bajo tierra como las frambuesas). Hay cultivares espinosos y sin espinas de este programa, incluyendo 'Navaho', 'Ouachita', 'Cherokee', 'Apache', 'Arapaho', y 'Kiowa'. También son responsables del desarrollo de las moras de fructificación primógenas como 'Prime-Jan' y 'Prime-Jim'.

## Genética
El locus que controla la fructificación de la primocana fue mapeado en el Locus F, en el LG7, mientras que la ausencia de espinas fue mapeada en el LG4. Una mejor comprensión de la genética es útil para el cribado genético de los cruces.

## Folklore
El folclore en el Reino Unido e Irlanda cuenta que las moras no deben recogerse después del Michaelmas (11 de octubre) porque el diablo (o un Púca) ha hecho que no sean aptas para el consumo al pisarlas, escupirlas o ensuciarlas. Esta leyenda tiene cierto valor, ya que el clima más húmedo y frío del otoño suele permitir que la fruta se infecte con diversos mohos como la Botryotinia que dan a la fruta un aspecto desagradable y pueden ser tóxicos. Según algunas tradiciones, el color púrpura intenso de una mora representa la sangre de Cristo y la corona de espinas estaba hecha de zarzas, aunque otras plantas espinosas, como Crataegus (espino) y Euphorbia milii (planta de la corona de espinas), se han propuesto como material para la corona.